# L'Ennui
L'Ennui är en fransk dramafilm från 1998 i regi av Cédric Kahn.
Filmen baseras på Alberto Moravias roman La noia.

## Utmärkelser
Filmen vann Louis Delluc-priset 1998.

## Roller (urval)
- Charles Berling – Martin
- Sophie Guillemin – Cécilia
- Arielle Dombasle – Sophie
- Robert Kramer – Meyers
- Alice Grey – Cécilias mor
- Maurice Antoni – Cécilias far
- Philippe Rebbot – servitören